# Riu To
To és un riu de Birmània (Myanmar) una de les boques del riu Irauadi, conegut també com a China Bakir.
És una derivació del Kyun-tun o Dala del que se separa a la població de Kyun-karin, i després de córrer al sud-est per uns 112 km desaigua al golf de Martaban entre els rius Rangoon i Than-teip. La seva amplada varia entre 45 metres i 1,5 km.